# Sagan om de tre kungarikena
Sagan om de tre kungarikena (三国演义; 三國演義; Sānguó yǎnyì alt. 三国志演义; 三國志演義; Sānguózhì yǎnyì) är en klassisk kinesisk historisk roman. Den utspelas under den historiska epoken De tre kungadömena,och beskriver en hjältehistoria kring Handynastins fall och den efterföljande maktkampen och krigen på 200-talet mellan staterna Wei, Wu och Shu. Boken har påståtts vara skriven 1494 av Luo Guanzhong, men har sannolikt tillkommit redan under Yuandynastin (1271–1368). Den räknas som en av De fyra stora talspråksromanerna och är 2020 till skillnad från de tre andra ännu inte översatt till svenska. Detta har medfört att bokens titel återgetts olika i olika svenska sammanhang. Titeln Romansen om de tre kungadömena är avledd av den engelska titeln Romance of the Three Kingdoms men bortser från att svenskans romans och engelskans romance vanligen betecknar olika genrer.
I romanen (liksom i Zizhi Tongjian från Songdynastin) beskrivs Weis härskare Cao Cao som en person med oberättigade anspråk på kejsartronen och som därför bekämpas av Shus grundare Liu Bei och dennes familj. Detta är i motsats till det historiska verket Krönika över de tre kungadömena där Cao Cao omtalas som Kinas legitime ledaren.
Ett stort antal teaterpjäser, operor och TV-serier har baserats på boken och dess gestalter. Den historiska epoken De tre kungadömena är namngiven baserat på bokens titel.

## Översättningar
- Luo, Guanzhong; Roberts Moss (2004) (på engelska). Three kingdoms: a historical novel, complete and unabridged. Part 1. Berkeley: University of California Press. Libris 10294445. ISBN 0-520-22478-7 (pbk. : pt. one : alk. paper)
- Luo, Guanzhong; Roberts Moss (2004) (på engelska). Three kingdoms: a historical novel, complete and unabridged. Part 2. Berkeley: University of California Press. Libris 10294470. ISBN 0-520-22478-7 (pbk. : pt. one : alk. paper)